# Friedrich Otto (Fußballtrainer)
Friedrich Otto (Lebensdaten unbekannt) war ein deutscher Fußballtrainer.

## Werdegang
Friedrich Otto trainierte in der Saison 1949/50 den Verein Arminia Bielefeld in der seinerzeit erstklassigen Oberliga West. Er war dabei Nachfolger von Alois Münstermann, der die Bielefelder in der Vorsaison zunächst zur Westfalenmeisterschaft und dann zum Aufstieg geführt hatte. Als Tabellenvorletzter stieg die Arminia gleich wieder ab. Daraufhin verließ Friedrich Otto den Verein mit unbekanntem Ziel. Sein Nachfolger wurde Fritz Kaiser.